# Keppeler KS V Bullpup
«Keppeler KS V Bullpup» — снайперские винтовки пятого поколения немецкой фирмы Keppeler — Technische Entwicklungen GmbH. Снайперские винтовки Keppeler KS-V выпускаются в нескольких калибрах, и, судя по имеющейся информации, используются рядом европейских правоохранительных служб.
Выпуск снайперских винтовок Keppeler KS V Bullpup был налажен в нескольких наиболее популярных калибрах: .308 Winchester, .300 Winchester Mag., .338 Lapua Mag. Под заказ возможно изготовление винтовок и под другие калибры.

## Конструктивные особенности
Винтовки имеют не совсем традиционную компоновку по типу "буллпап", в которой магазин расположен не позади пистолетной рукоятки, а над ней, под углом вниз.Такое расположение магазина создаёт ряд преимуществ:
- уменьшается ход затвора при перезарядке
- сокращается время перезарядки
- быстрая смена магазина

Основу оружия составляет алюминиевая ложа (шасси), на которой смонтированы ствольная коробка, регулируемые пистолетная рукоятка, приклад и упор для щеки.
Снайперские винтовки Keppeler KS-V не комплектуется открытыми прицельными приспособлениями. Вместо этого на верхней поверхности ствольной коробки выполнена направляющая типа Планки Пикатинни (англ. Picatinny rail), на которую при помощи соответствующих кронштейнов могут устанавливаться любые типы оптических прицелов.
Дополнительные направляющие установлены в передней части цевья, которые используются, как правило, для крепления сошек.
Характеристики всех винтовочных изделий «Keppeler KS V» действительно максимально возможные для используемых боеприпасов, а качество исполнения видно по точной подгонке деталей друг к другу, отсутствию люфтов там, где в принципе они допустимы. Однако филигранная подгонка привела к тому, что оружие стало более восприимчиво к разного рода загрязнениям. Винтовки очень восприимчивы к пыли и использование ее в запыленной местности приведет в скором времени к резкому падению боевых характеристик. Однако, для городских условий и соревнований, винтовки «Keppeler KS V» практически идеальное оружие.

## Характеристики
- Калибр: 7.62×51 NATO /.308Win , .300 Win Mag, .338 Lapua Magnum
- Механизм: ручная перезарядка, продольно скользящий поворотный затвор
- Ствол: 650 или 500 мм
- Вес: 5.5 кг
- Длина: 1080 мм (при стволе 650 мм)
- Магазин: 3 или 5 патронов отъемный коробчатый